# 保羅·多蘭-瓊斯
保羅·多蘭-瓊斯（英語：Paul Doran-Jones；1985年5月2日—）是一位蘇格蘭橄欖球運動員。他是蘇格蘭國家橄欖球隊的一員，代表蘇格蘭參加了2014年橄欖球六國賽的比賽。